# Cotinusa gemmea
Cotinusa gemmea är en spindelart som först beskrevs av George William Peckham och Elizabeth Maria Gifford Peckham 1894.  Cotinusa gemmea ingår i släktet Cotinusa och familjen hoppspindlar. Inga underarter finns listade i Catalogue of Life.